# Zannichellia obtusifolia
Zannichellia obtusifolia es una especie de planta de la familia Potamogetonaceae. Se distribuye en las aguas dulces o salobres de la cuenca del Mediterráneo.

## Descripción
Es una planta anual de rizoma delgado. El tallo alcanza hasta 50 cm con entrenudos largos o cortos. Las hojas tienen 42 mm de largo por 1,5 mm de ancho. Las hojas inferiores son alternas y las superiores opuestas o triverticiliadas, decreciendo en anchura hasta la base. Florece y fructifica de abril a junio.
Etimología
Zannichellia: nombre genérico que fue otorgado en honor del botánico veneciano Gian G. Zannichelli (1662-1729).